# Jill Perryman
Jill Perryman (ur. 30 maja 1933 w Melbourne) – australijska aktorka telewizyjna, filmowa i teatralna.

## Życiorys
Jill Perryman urodziła się w Melbourne. Jej rodzice i siostra (Diana Perryman) występowali w teatrze australijskim. W wieku 19 lat wstąpiła do JC Williamson Theatres Ltd jako członek chóru, a w 1954 roku dostała główne role w musicalach scenicznych, w tym w australijskiej produkcji Call Me Madam.
W roku 1979 odznaczone Kawalerią Orderu Imperium Brytyjskiego (MBE), a w 1992 roku Kawalerią Orderu Australii (AM).
W 2011 roku otrzymała nagrodę JC Williamson, za całokształt twórczości dla jej wkładu w australijskim przemyśle teatralnym.
W październiku 2013 roku Jill i jej mąż Kevan Johnston wspólnie otrzymali nagrodę za całokształt twórczości od Australian Equity Foundation’s – nagroda została wręczona na scenie teatru Her Majesty’s Theatre w Melbourne.

## Kariera
Jego pierwszą rolą był drobny epizod w serialu Bellbird. Na dużym ekranie zadebiutowała w 1981 roku w filmie ...Maybe This Time grając u boku Billa Huntera – za tę rolę otrzymała nagrodę od Australijskiej Akademii Filmowej dla najlepszej aktorki drugoplanowej.
W roku 1986 wystąpiła w jednej z głównych ról w dramacie romantycznym Windrider, grając u boku Nicole Kidman. W roku 1993 zagrała postać ciotki Dorry w komedii Krok w dorosłość występując u boku m.in. Russella Crowe.
Zagrała w wielu popularnych w Australii, jak i za granicą serialach m.in.: Latający doktorzy, Dynastia czy A Country Practice.
W Australii jest bardzo popularną aktorką teatralną. Występowała na scenach teatralnych największych metropolii Australii.

## Filmografia
Filmy
- 1981: ...Maybe This Time – jako matka
- 1985: Flight Into Hell – jako
- 1986: Windrider – jako Panna Dodge
- 1992: Clowning Around – jako panna Gabhurst
- 1993: Krok w dorosłość (Love in Limbo) – jako ciotka Dorry
- 2006: Hidden Creatures – jako Doris

Seriale
- 1967: Bellbird – 1 odcinek, jako Cheryl Turner
- 1971: Dynastia – 1 odcinek, jako Jenny Farmer,
- 1988: Latający doktorzy – 1 odcinek, jako Josie Stirling
- 1989: A Country Practice – 4 odcinki, jako Lois Gardiner
- 2001: Changi – 1 odcinek, jako starsza Kate

Teatr
- 1954: Call Me Madam – Theatre Royal – Sydney
- 1962: At it Again – Phillip Theatre – Sydney
- 1977: Side By Side By Sondheim – Theatre Comedy – Melbourne
- 1988: The Man from Mukinupin – Playhouse Theatre – Perth
- 1998: Follies – Sydney Opera House
- 2000: The Boy From Oz – Festival Theatre – Adelaide
- 2006: Kookaburra Launch Concert – Lyric Theatre – Pyrmont[6].

## Nagrody i nominacje
- Australijska Akademia Sztuk Filmowych i Telewizyjnych AACTA
  - 1980 wygrana za: Najlepsza aktorka drugoplanowa za film ...Maybe This Time[7].